# Ladrillo

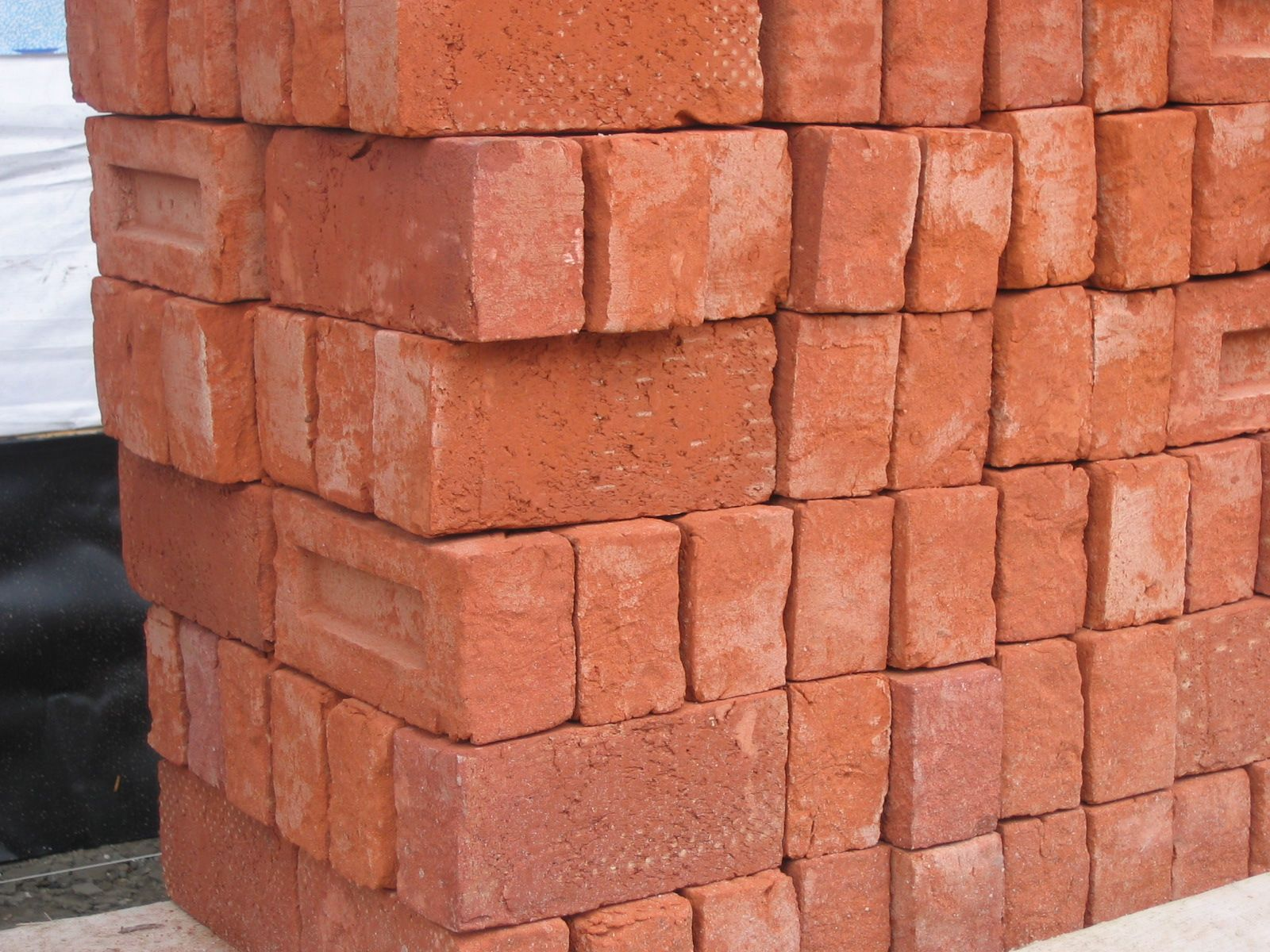
Ladrillos de tejar o manuales.

Un ladrillo es un material de construcción, normalmente cerámico y con forma ortoédrica, cuyas dimensiones más normales permiten que un operario lo pueda colocar con una sola mano. Los ladrillos se emplean en la construcción en general. Los mismos se pueden posicionar en diferentes patrones, conocidos colectivamente como aparejos. Se utilizan varios tipos de morteros para mantener los ladrillos juntos y formar una estructura duradera. 
Además de su uso general en la construcción, los ladrillos presentan una variedad de características técnicas y aplicaciones que son fundamentales para optimizar su rendimiento en diferentes contextos constructivos. Existen guías técnicas y manuales, como el Manual del Maestro Constructor sobre los Ladrillos, que ofrecen información detallada sobre la correcta selección, manejo y colocación de ladrillos, así como sobre los tipos de morteros más adecuados para garantizar la durabilidad de las estructuras. Estos recursos son valiosos para arquitectos, ingenieros y constructores, ya que facilitan la comprensión de los aspectos técnicos y estéticos que influyen en la elección del ladrillo para un proyecto específico 

## Historia
Los ladrillos se utilizan como elemento para la construcción desde hace unos 11 000 años. Se documentan ya en la actividad de los agricultores del neolítico precerámico del Levante mediterráneo hacia 9500 a. C. en forma de adobe, ya que en las áreas donde levantaron sus ciudades apenas existía la madera y la piedra. Los sumerios y babilonios secaban sus ladrillos de adobe al sol; sin embargo, para reforzar sus muros y murallas, en las partes externas, los recubrían con ladrillos de arcilla cocida, que son más resistentes a la intemperie. En ocasiones también los cubrían con esmaltes para conseguir efectos decorativos. Su difusión en el ámbito mediterráneo se produjo con la expansión del Imperio Romano. Las dimensiones fueron cambiando en el tiempo.
La obra de ladrillo tenía unas dimensiones determinadas por el tamaño de las piezas. La longitud más larga (la soga) del ladrillo era generalmente de un pie, que dependía, evidentemente, de la dimensión de esa medida en la zona donde se fabricaba, y por eso se denominaban las fábricas construidas con ellos, como de un pie, medio pie, etc., según su anchura; cuando más tarde se perdió la relación con la medida tradicional del pie, se quiso llamar el muro de ladrillo de medio pie, como cítara así como asta, asta y media o dos astas los antiguos pie, pie y medio, dos pies, pero no se emplean demasiado estos nombres.

## El ladrillo como elemento constructivo

### La arcilla
La arcilla con la que se elabora el ladrillo es un material sedimentario de partículas muy pequeñas de silicatos de alúmina hidratados, además de otros minerales como el caolín, la montmorillonita y la illita.[cita requerida] Se considera el adobe como el precursor del ladrillo, puesto que se basa en el concepto de utilización de barro arcilloso para la ejecución de muros, aunque el adobe no experimenta los cambios físico-químicos de la cocción. El ladrillo es la versión irreversible del adobe, producto de la cocción a altas temperaturas (más de 350 °C).  También esta el adobe que se hace solo con tierra, se fabrica haciendo una mezcla con viruta de madera y serrín.[cita requerida]

### Geometría

Nomenclatura de las caras y aristas de un ladrillo.

Su forma es la de un paralelepípedo rectángulo, en el que sus diferentes dimensiones reciben el nombre de soga, tizón y grueso, siendo la soga su dimensión mayor. Asimismo, las diferentes caras del ladrillo reciben el nombre de tabla, canto y testa (la tabla es la mayor). Por lo general, la soga es del doble de longitud que el tizón o, más exactamente, dos tizones más una junta, lo que permite combinarlos libremente. El grueso, por el contrario, puede no estar modulado.
Existen diferentes formatos de ladrillo, por lo general son de un tamaño que permita manejarlo con una mano. En particular, destacan el formato métrico, en el que las dimensiones son 24 × 11,5 × 5,25 / 7 / 3,5 cm (cada dimensión es dos veces la inmediatamente menor, más 1 cm de junta) y el formato catalán de dimensiones 29 × 14 × 5,2 / 7,5 / 6 cm, y los más normalizados que miden 25 × 12 × 5 cm.
Continúan utilizándose por su gran demanda, dado su reducido coste en obra, medidas de 50 x 24 x 5 cm, especialmente en formatos de ladrillo hueco.

### Tipos de ladrillo
Según su forma, los ladrillos se clasifican en:
- Ladrillo de tejar o manual, simulan los antiguos ladrillos de fabricación artesanal, con apariencia tosca y caras rugosas. Tienen buenas propiedades ornamentales.
- Ladrillo macizo, aquellos con menos de un 10 % de perforaciones en la tabla. Algunos modelos presentan rebajes en dichas tablas y en las testas para ejecución de muros sin llagas.
- Ladrillo perforado (o tosco), tienen dimensiones similares al macizo pero tienen perforaciones en la tabla que no pueden ocupar más del 10 % de la superficie de la misma. Se utilizan en la ejecución de fachadas de ladrillo.

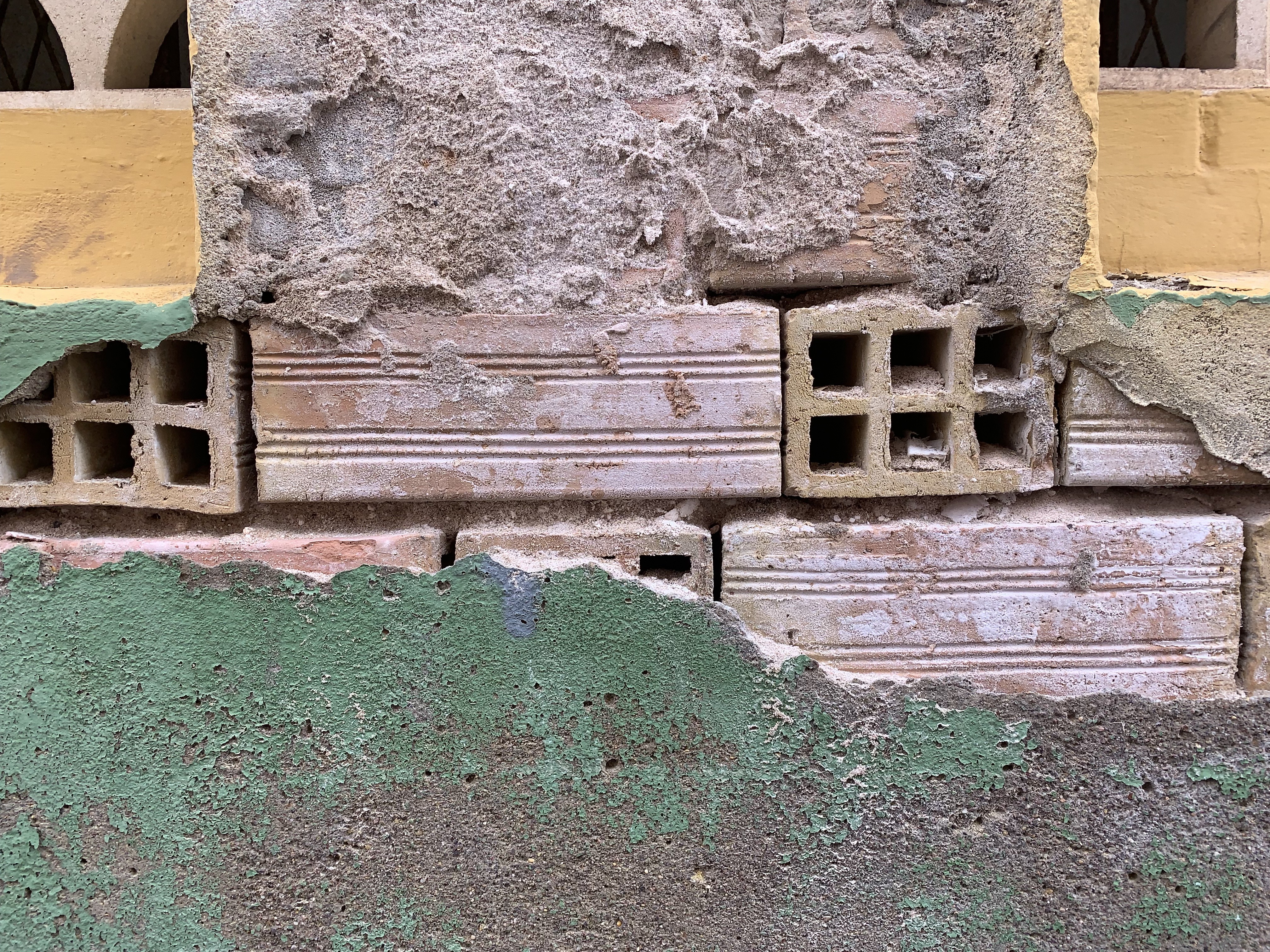
Pared de ladrillo hueco doble, o del 7

- Pared de ladrillo hueco doble, o del 7Ladrillo hueco, son aquellos que poseen perforaciones en el canto o en la testa que reducen el peso y el volumen del material empleado en ellos, facilitando su corte y manejo. Aquellos que poseen orificios horizontales son utilizados para tabiquería que no vaya a soportar grandes cargas, por otro lado los que tienen los huecos de forma vertical sí pueden ser portantes. Pueden ser de varios tipos:
  - Rasilla: su soga y tizón son mucho mayores que su grueso. En España, sus dimensiones más habituales eran 24 × 11,5 × 2,5 cm. (ahora raramente se fabrican de este formato)
  - Ladrillo hueco simple: posee una hilera de perforaciones en la testa. Dimensiones 24 × 11,5 × 4 cm.
  - Ladrillo hueco doble: con dos hileras de perforaciones en la testa.
  - Ladrillo hueco triple: posee tres hileras de perforaciones en la testa.
- Ladrillo aplantillado, aquel que tiene un perfil curvo, de forma que al colocar una hilada de ladrillo, generalmente a sardinel, conforman una moldura corrida. El nombre proviene de las plantillas que utilizaban los canteros para labrar las piedras, y que se utilizan para dar la citada forma al ladrillo.
- Ladrillo caravista: son aquellos que se utilizan en exteriores con un acabado especial.
- Ladrillo refractario: se coloca en lugares donde debe soportar altas temperaturas, como hornos o chimeneas.[2]

Además de las categorías ya mencionadas, es importante considerar la diversidad de ladrillos disponibles en el mercado actual, cada uno diseñado para satisfacer necesidades específicas en la construcción. Por ejemplo, los ladrillos refractarios son ideales para estructuras que requieren resistencia a altas temperaturas, como chimeneas y hornos. Por otro lado, los ladrillos caravista se utilizan principalmente en fachadas por su acabado estético, mientras que los ladrillos huecos ofrecen ventajas en términos de peso y facilidad de manejo, siendo ideales para tabiquería. Para una comprensión más completa sobre los diferentes tipos de ladrillos y sus aplicaciones, se recomienda consultar el artículo sobre Tipos de Ladrillos Usados en la Construcción, que proporciona información detallada y técnica sobre este material esencial en la edificación.

### Tipología histórica
- «Later» o ladrillo romano tradicional, hecho de adobe o terracota.[3]
- Ladrillo azulejo, por lo general de 28 × 14 cm. y poco espesor, y vidriado por una de sus caras;
- Ladrillo nazarí de 29 × 14 x 4 cm.; también conocido como ladrillo egipcio o lidio, emparentado con el ladrillo español de módulo almohade;[2]
- Ladrillo visigodo, variedad del ladrillo estampado;
- Ladrillo columnario («later columnaris» romano) en forma de sector circular para formar columnas;[4]
- Ladrillo fino de la alfarería popular andaluza, variedad del azulejo tradicional, de pasta depurada y pulido por una de sus caras y los bordes, por lo general de 28 × 14 x 2,3 cm.;[4]
- Ladrillo mahón, tradicional en Cataluña, de 29 × 14 x 4 cm;
- Ladrillo holandés, sometido a una cocción prolongada y a medio vitrificar.[2]

### Usos
Los ladrillos se utilizan en construcción para cerramientos, fachadas y particiones. Se utiliza principalmente para construir muros o tabiques. Aunque se pueden colocar a hueso, lo habitual es que se reciban con mortero. La disposición de los ladrillos en el muro se conoce como aparejo, existiendo gran variedad de ellos.

### Aparejos
Aparejo es la ley de traba o disposición de los ladrillos en un muro, que estipula desde las dimensiones del muro hasta los encuentros y los enjarjes, de manera que el muro suba de forma homogénea en toda la altura del edificio. Algunos tipos de aparejos son los siguientes:
- Aparejo a sogas: los costados del muro se forman por las sogas del ladrillo, tiene un espesor de medio pie (el tizón) y es muy utilizado para fachadas de ladrillo caravista.
- Aparejo a tizones o a la española: en este caso los tizones forman los costados del muro y su espesor es de 1 pie (la soga). Muy utilizado en muros que soportan cargas estructurales (portantes) que pueden tener entre 12,5 cm y 24 cm colocados a media asta o soga.
- Aparejo a sardinel: aparejo formado por piezas dispuestas a sardinel, es decir, de canto, de manera que se ven los tizones.
- Aparejo inglés: en este caso se alternan ladrillo a soga y tizón, trabando la llaga a ladrillo terciado, dando un espesor de 1 pie (la soga). Se emplea mucho para muros portantes en fachadas de ladrillo caravista. Su traba es mejor que el muro a tizones pero su puesta en obra es más complicada y requiere mano de obra más experimentada.
- Aparejo en panderete: es el empleado para la ejecución de tabiques, su espesor es el del grueso de la pieza y no está preparado para absorber cargas excepto su propio peso.
- Aparejo palomero: es como el aparejo en panderete pero dejando huecos entre las piezas horizontales. Se emplea en aquellos tabiques provisionales que deben dejar ventilar la estancia y en un determinado tipo de estructura de cubierta.

Exigencias para la colocación de ladrillos:
- Colocarlos perfectamente empapados (de no ser así el ladrillo absorbe el agua del mortero que no fraguará como debe).
- Colocarlos apretándolos de manera de asegurar una correcta adherencia del mortero.
- Hiladas horizontales y alineadas.
- Las juntas verticales (llagas) irán alternadas sin continuidad con espesor de entre 1 y 1,5 cm.
- Los muros que se crucen o empalmen deberán estar perfectamente trabados.
- Se controlará el «plomo» y «nivel» de las hiladas.
- No se permite el empleo de clavos, alambres o hierros para la traba de paredes o salientes.
- Las paredes irán unidas a las estructuras por armadura auxiliar (hierro 6 mm de diámetro).

### Cerámica armada

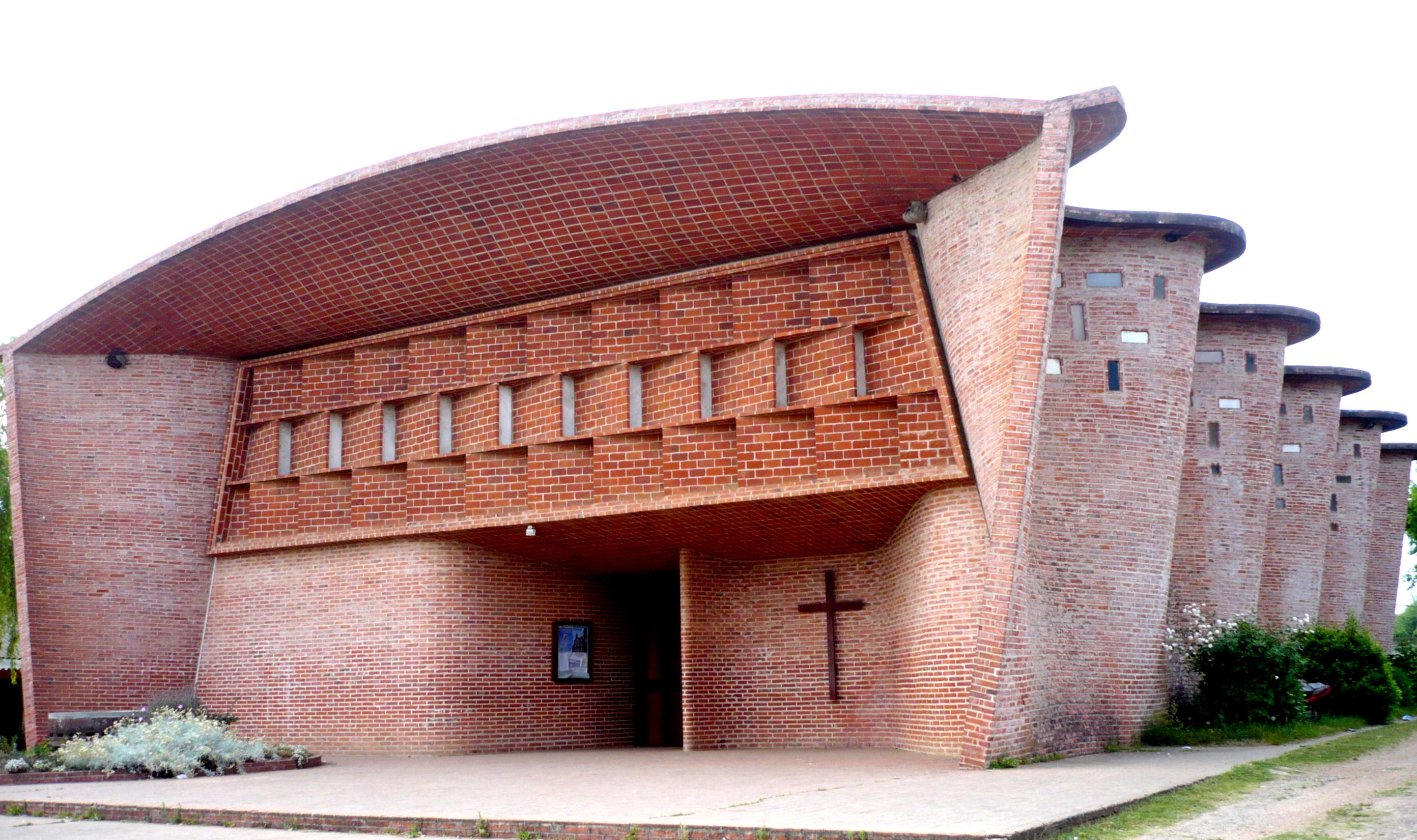
Edificio de cerámica armada. Iglesia de Cristo Obrero y Nuestra Señora de Lourdes (1960) en Uruguay.

El ladrillo puede usarse también colocándolo con armaduras de acero en la unión de las hileras, lo que permite estructuras grandes, ligeras y económicas. La técnica la desarrolló el ingeniero uruguayo Eladio Dieste.

## Fabricación de ladrillos

### Proceso de elaboración
Actualmente, en la fabricación de los ladrillos se llevan a cabo una serie de procesos normalizados que comprenden desde la elección del material arcilloso al proceso de empaquetado final. La materia prima utilizada para la producción de ladrillos es, fundamentalmente, la arcilla, aunque puede estar compuesto por otras sustancias terrosas de similares características. Este material está compuesto, en esencia y cantidades variables de óxidos de hierro y otras materias alcalinos, como los óxidos de calcio y los óxidos de magnesio.
Las partículas del material son capaces de absorber higroscópicamente hasta un 70 % de su peso en agua. Cuando está hidratada, la arcilla adquiere la plasticidad suficiente para ser moldeada, a diferencia de cuando está seca; estado en el que presenta un aspecto terroso.
Durante la fase de endurecimiento, por secado o por cocción, el material arcilloso adquiere características de notable solidez, y experimenta una disminución de masa, por pérdida de agua, de entre un 5 y un 15 %.
Una vez seleccionado el tipo de arcilla el proceso puede resumirse en:
- Maduración
- Tratamiento mecánico previo
- Depósito de materia prima procesada
- Humidificación
- Moldeado
- Secado
- Cocción
- Almacenaje

#### Maduración
Antes de incorporar la arcilla al ciclo de producción hay que someterla a ciertos tratamientos de trituración, homogeneización y reposo al aire libre, para obtener una adecuada consistencia, secado tangente y uniformidad de las características físicas y químicas deseadas.
El reposo a la intemperie tiene la finalidad de facilitar el desmenuzamiento de los terrones y la disolución de los nódulos para impedir las aglomeraciones de partículas arcillosas. La exposición a la acción atmosférica (aire, lluvia, sol, hielo, etc.) favorece además la descomposición de la materia orgánica que pueda estar presente y permite la purificación química y biológica del material. De esta manera se obtiene un material completamente inerte y poco dado a posteriores transformaciones mecánicas o químicas.

#### Preelaboración
Después de la maduración, que se produce en la zona de acopio, sigue la fase de preelaboración, que consiste en una serie de operaciones que tienen la finalidad de purificar y refinar la materia prima. Los instrumentos utilizados en la preelaboración, para un tratamiento puramente mecánico suelen ser:
- Rompeterrones: como su propio nombre indica, sirve para reducir las dimensiones de los terrones hasta un diámetro de entre 15 y 30 mm.
- Eliminador de piedras: está constituido generalmente por dos cilindros que giran a diferentes velocidades, capaces de separar la arcilla de las piedras o «chinos».
- Desintegrador: se encarga de triturar los terrones de mayor tamaño, más duros y compactos, por la acción de una serie de cilindros dentados.
- Laminador refinador: está formado por dos cilindros rotatorios lisos montados en ejes paralelos, con separación, entre sí, de 1 a 2 mm, espacio por el cual se hace pasar la arcilla sometiéndola a un aplastamiento y un planchado que hacen aún más pequeñas las partículas. En esta última fase se consigue la eventual trituración de los últimos nódulos que pudieran estar todavía en el interior del material.

#### Depósito de materia prima procesada
A la fase de preelaboración, le sigue el depósito de material en silos especiales en un lugar techado, donde el material se homogeneiza definitivamente tanto en apariencia como en características físico-químicas.

#### Humidificación
Antes de llegar a la operación de moldeo, se saca la arcilla de los silos y se lleva a un laminador refinador, y posteriormente a un mezclador humedecedor, donde se agrega agua para obtener la humedad precisa.

#### Moldeado
El moldeado consiste en hacer pasar la mezcla de arcilla por una boquilla al final de la estructura (extrusión). La boquilla es una plancha perforada que tiene la forma del objeto que se quiere producir.
El moldeado se suele hacer en caliente utilizando vapor saturado aproximadamente a 130 °C y a presión reducida. Procediendo de esta manera se obtiene una humedad más uniforme y una masa más compacta, puesto que el vapor tiene un mayor poder de penetración que el agua.

#### Secado
El secado es una de las fases más delicadas del proceso de producción. De esta etapa depende, en gran parte, el buen resultado y calidad del material, más que nada en lo que respecta a la ausencia de fisuras. El secado tiene la finalidad de eliminar el agua agregada en la fase de moldeado para poder pasar a la fase de cocción.
Esta fase se realiza en secaderos que pueden ser de diferentes tipos. A veces se hace circular aire de un extremo a otro por el interior del secadero, y otras veces es el material el que circula por el interior del secadero sin inducir corrientes de aire. Lo más normal es que la eliminación del agua del material crudo se lleve a cabo insuflando aire caliente con una cantidad de humedad variable. Eso permite evitar golpes termohigrométricos que puedan producir una disminución de la masa de agua a ritmos diferentes en distintas zonas del material y, por lo tanto, a producir fisuras localizadas.

#### Cocción
Se realiza en hornos de túnel, que en algunos casos pueden llegar a medir hasta 120 m de longitud, y donde la temperatura de la zona de cocción oscila entre 900 °C y 1000 °C.
En el interior del horno la temperatura varía de forma continua y uniforme. El material secado se coloca en carros especiales, en paquetes estándar y es introducido por una de los extremos del túnel, saliendo por el extremo opuesto una vez que está cocido.
Durante la cocción se produce la sinterización, de manera que la cocción resulta una de las fases cruciales del proceso en lo que respecta a la resistencia del ladrillo.

#### Almacenaje
Antes del embalaje se procede a la formación de paquetes sobre pallets, que permitirán después moverlos fácilmente con carretillas de horquilla. El proceso de embalaje consiste en envolver los paquetes con cintas de plástico o de metal, de modo que puedan ser depositados en lugares de almacenamiento hasta que sean llevados a la obra.